# Хмельницьке (селище)
Хмельницьке — селище в Україні, в Тульчинському районі Вінницької області. Входить до складу Тульчинської міської громади. Колишня назва хутір Хмільницький.
Населення становить 0 осіб.

## Історія
7 (20) листопада 1917 року, відповідно до Третього Універсалу Української Центральної Ради, увійшло до складу Української Народної Республіки.
12 червня 2020 року, відповідно до Розпорядження Кабінету Міністрів України від  № 707-р «Про визначення адміністративних центрів та затвердження територій територіальних громад Вінницької області», увійшло до складу Тульчинської міської громади.
19 липня 2020 року, в результаті адміністративно-територіальної реформи та ліквідації Тульчинського району, селище увійшло до складу новоутвореного Тульчинського району.